# 国立がん研究所 (リトアニア)
国立がん研究所（リトアニア語: Nacionalinis vėžio institutas、略称: NVI）は、リトアニアにある研究所。1957年に設立された。

## 概要
1957年、腫瘍学科学調査研究所（リトアニア語: Onkologijos mokslinio tyrimo institutas）として設立された。
1990年、リトアニア腫瘍学センター（リトアニア語: Lietuvos onkologijos centras）に再編された。
2002年、ヴィリニュス大学腫瘍学センター（リトアニア語: Vilniaus universiteto Onkologijos institutas）に再編された。
2014年、ヴィリニュス大学腫瘍学センターはリトアニア共和国教育科学省に売却され、国立がん研究所となった。
現在は研究だけでなくヴィリニュス大学やリトアニア健康科学大学の学生に対して教育も行っている。

## 歴代所長
- 1957–1982年：アルベルタス・テリーチェナス (Albertas Telyčėnas)
- 1982–1990年：ライマ・グリチューテ (Laima Griciūtė)
- 1990–2013年：コンスタンティナス・ポヴィラス・ヴァルツカス (Konstantinas Povilas Valuckas)
- 2013–2015年：ネリマンタス・エヴァルダス・サマラヴィチュス (Narimantas Evaldas Samalavičius)
- 2016年–：フェリクサス・ヤンケヴィチュス (Feliksas Jankevičius)